# 원폭의 아이의 동상

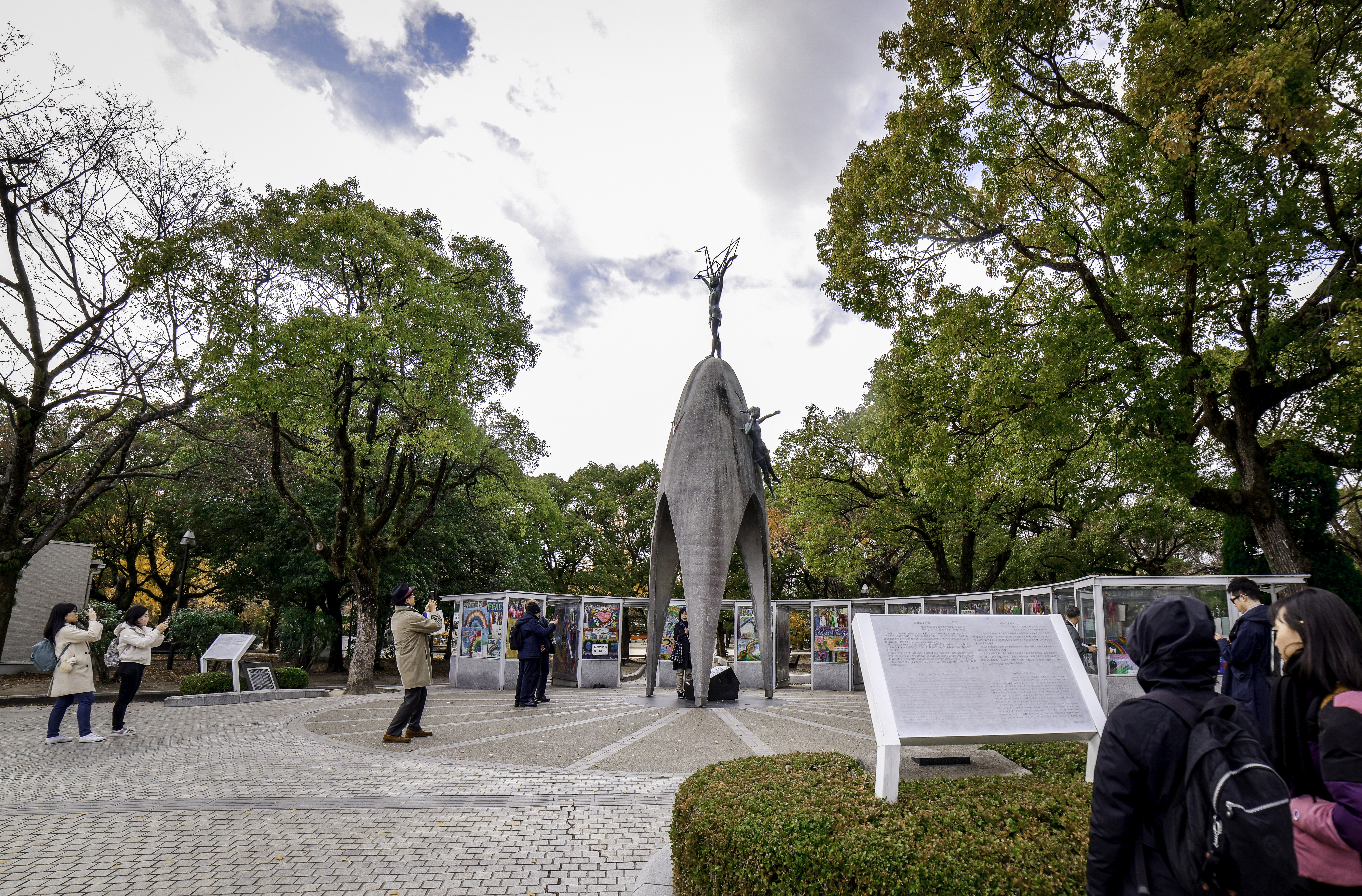
원폭의 아이의 동상

원폭의 아이의 동상(일본어: 原爆の子の像 겐바쿠노코노조[*])은 일본 히로시마현 히로시마시 히로시마 평화기념공원 내에 있는 사사키 사다코의 친구에 의한 모금 운동에 의해 만들어진 동상이다. 제작자는 기쿠치 이치오로, 1958년 5월 5일 완성되었다.